# Jan Poborowski
Jan Karol Poborowski (ur. 21 października 1896 w Kielcach, zm. ?) – major piechoty Wojska Polskiego, kawaler Orderu Virtuti Militari.

## Życiorys
Urodził się w Kielcach, w rodzinie Teofila. 6 sierpnia 1914, jako student szkoły technicznej wstąpił do Legionów Polskich. Został wcielony do 12. kompanii III baonu 3 Pułku Piechoty. Od 10 maja 1915 służył w 12. kompanii III baonu 4 Pułku Piechoty. 21 października 1915 awansował na sierżanta. Zaginął 7 lipca 1916 . Odnalazł się na Syberii, gdzie walczył w szeregach 5 Dywizji Strzelców Polskich.
17 grudnia 1931 został mianowany majorem ze starszeństwem z 1 stycznia 1932 i 51. lokatą w korpusie oficerów piechoty. W marcu 1932 został wyznaczony w 3 Batalionie Strzelców w Rembertowie na stanowisko obwodowego komendanta Przysposobienia Wojskowego. W czerwcu 1933 został przeniesiony do 22 Pułk Piechoty w Siedlcach na stanowisko dowódcy batalionu. W grudniu 1935 został przesunięty na stanowisko kwatermistrza, a później na stanowisko dowódcy III batalionu.
W czasie kampanii wrześniowej 1939 dowodził I batalionem 22 pp. Dostał się do niemieckiej niewoli. Przebywał w Oflagu IV A Hohnstein.

## Ordery i odznaczenia
- Krzyż Srebrny Orderu Wojskowego Virtuti Militari nr 7740[9][10]
- Krzyż Niepodległości (2 sierpnia 1931)[11]
- Krzyż Walecznych (czterokrotnie)[12]
- Srebrny Krzyż Zasługi (10 listopada 1928)[13][12]
- Brązowy Medal Waleczności (Austro-Węgry)[14]